# لشترگوروئی
لشترگوروئی، روستایی از توابع بخش مرکزی شهرستان اردل در استان چهارمحال و بختیاری در ایران است. فاصله روستا تا شهر اردل ۵۱کیلومتر است.
مردم روستای لشتر از قوم لر ، ایل بختیاری ، باب دینارانی و از طایفه گورویی هستند.
لشتر در دامنه جنوبی کوه میلی (۳۹۰۸متر ارتفاع ) قرار گرفته است. لشتر در دسته برف گیرترین نقاط ایران قرار دارد که اختلاف دمای سالانه ی ۱۰٫۴ درجه و بارش میانگین ۸۸۱ میلی متر در طول سال گواه این مطلب است.

## جمعیت
این روستا در دهستان دیناران قرار دارد و براساس سرشماری مرکز آمار ایران در سال ۱۳۸۵، جمعیت آن ۱۸۷ نفر (۳۱خانوار) بوده‌است.